# Carl Fr. Gauss
Die Carl Fr. Gauss war ein Vermessungsschiff des Seehydrographischen Dienstes der DDR.

## Geschichte
Das Schiff wurde 1974/75 als Projekt 136 auf der Peenewerft in Wolgast auf Basis eines modifizierten Entwurfs der Kondor-II-Klasse gebaut und am 30. April 1976 in Dienst gestellt. Es wurde für Vermessungsaufgaben in der Ostsee verwendet und war in Warnemünde stationiert.
Nach der Deutschen Wiedervereinigung kam das Schiff zum Bundesamt für Seeschifffahrt und Hydrographie. Es wurde Ende 1994 außer Dienst gestellt und durch die Deneb ersetzt.

## Technische Daten und Ausstattung
Das Schiff wurde von zwei Dieselmotoren des Typs D40 mit je 1837 kW Leistung angetrieben. Die Motoren wirkten auf zwei Verstellpropeller. Das Schiff erreichte damit eine Geschwindigkeit von bis zu 19 kn.
Für die Stromversorgung an Bord standen fünf Dieselgeneratoren mit insgesamt 375 kVA Scheinleistung zur Verfügung.
Für den Einsatz als Vermessungsschiff befanden sich mehrere Echolotanlagen und Positionsbestimmungssysteme sowie weitere Messgeräte an Bord. Das Schiff war mit zwei Beibooten ausgestattet. Weiterhin befand sich ein Schlauchboot an Bord.

## Verbleib des Schiffes
Das Schiff wurde nach der Außerdienststellung verkauft und 1999 zur Yacht Giusy Blue umgebaut. Die Reichweite der Yacht, die acht Besatzungsmitgliedern und dreizehn Passagieren Platz bietet und deren Reisegeschwindigkeit mit 15 kn angegeben wird, beträgt rund 4000 Seemeilen. Für die Stromversorgung stehen drei Generatoren mit einer Leistung von jeweils 110 kW zur Verfügung.